# Stanley Donen
Stanley Donen (Columbia, Carolina del Sud, 13 d'abril de 1924 - 23 de febrer de 2019) fou un director de cinema i coreògraf estatunidenc, un dels mestres de la comèdia musical. La seva obra més famosa és Cantant sota la pluja, codirigida amb Gene Kelly.

## Carrera en el cinema
Va estudiar a la Universitat de Carolina del Sud. Als setze anys va acudir a Nova York i va actuar com a ballarí en l'obra Pal Joey, de Richard Rogers i Lorenz Hart. Estava protagonitzada pel Gene Kelly.
Donen va començar com a coreògraf i ballarí en les produccions de la Metro-Goldwyn-Mayer, com ara Best Foot Forward (1943), amb Lucille Ball. Donen i Kelly es tornarien a trobar l'any següent a Les models, una pel·lícula de la Columbia. En aquest film, Donen va dirigir la seqüència en la qual Kelly dansa amb el seu doble en un fosc carrer de Manhattan. La seua primera obra que va dirigir sencera, amb Gene Kelly, va ser Un dia a Nova York, una adaptació del musical de Comden i Green sobre mariners novaiorquesos. La música va anar a càrrec de Leonard Bernstein. Es tracta del primer musical rodat en exteriors.
De nou amb Kelly, Donen codirigiria Cantant sota la pluja (1952). En solitari, duria a la pantalla Noces reials (1951) amb Fred Astaire, Set núvies per a set germans (1954), amb Jane Powell i Howard Keel; la comèdia musical Funny Face (1957) amb Astaire i Audrey Hepburn, Pajama Game (1957) amb Doris Day, entre d'altres. A la dècada dels seixanta destaca Xarada (1963), protagonitzada per Audrey Hepburn, Cary Grant i Walter Matthau.
També va dirigir la pel·lícula de ciència-ficció Saturn 3 (1980), en substitució del director original. La seua darrera pel·lícula per a cinema ha estat Blame it on Rio (1984), amb Michael Caine i Demi Moore. A banda, ha continuat treballant en televisió, com una seqüència musical en Llum de lluna, un videoclip de Lionel Ritchie o la TV Movie Love Letters.
Stanley Donen ha estat cinc vegades nominat per als premis del Gremi de Directors d'Amèrica, però mai ho ha estat en els Oscars en solitari. El 1998, va rebre el premi honorífic de l'Acadèmia.

## Filmografia

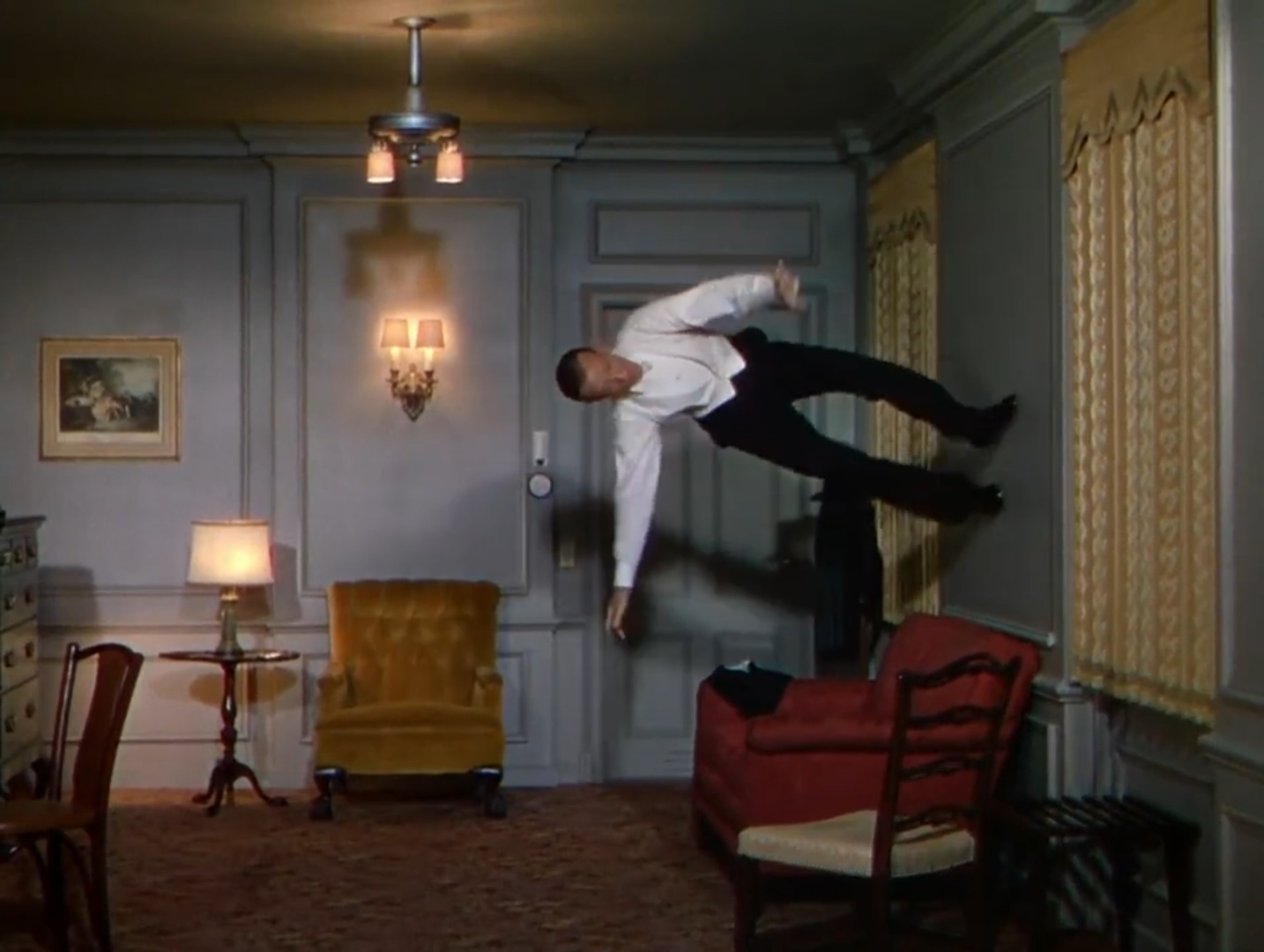
Astaire ballant per les parets You're All the World to Me a Royal Wedding de Stanley Donen(1951)

### Com a director
- Un dia a Nova York (On the Town) (1949) (amb Gene Kelly)
- Noces reials (Royal Wedding) (1951)
- Love Is Better Than Ever (1952)
- Cantant sota la pluja (Singin' in the Rain) (1952) (amb Gene Kelly) (també coreògraf)
- Fearless Fagan (1952)
- Give a Girl a Break (1953) (també coreògraf)
- Set núvies per a set germans (Seven Brides for Seven Brothers) (1954)
- Deep in My Heart (1954)
- Sempre fa bon temps (It's Always Fair Weather) (1955) (amb Gene Kelly) (també coreògraf)
- Kismet (1955) (sense acreditar)
- Funny Face (1957)
- The Pajama Game (1957)
- Kiss Them for Me (1957)
- Indiscreet (1958)
- Damn Yankees! (1958)
- Tornaràs a mi (Once More, with Feeling!) (1960)
- Paquet sorpresa (Surprise Package) (1960)
- The Grass Is Greener (1960)
- Xarada (Charade) (1963)
- Arabesc (Arabesque) (1966)
- Dos a la carretera (Two for the Road) (1967)
- Bedazzled (1967)
- L'escala (Staircase) (1969)
- The Little Prince (1974)
- Lucky Lady (1975)
- Movie Movie (1978)
- Saturn 3 (1980)
- Blame It on Rio (1984)

### Com a coreògraf
- Best Foot Forward (1943)
- Les models (Cover Girl) (1944)
- Hey, Rookie (1944)
- Holiday in Mexico (1946)
- No Leave, No Love (1946)
- Living in a Big Way (1947)
- This Time for Keeps (1947)
- Killer McCoy (1947)
- Big City (1948)
- A Date with Judy (1948)
- The Kissing Bandit (1948)
- Take Me Out to the Ball Game (1949)